# Superliga de fútbol femenino 2007-08
La temporada 2007-08 de la Superliga de fútbol femenino de España se disputó entre el 8 de septiembre de 2007 y el 20 de abril de 2008.
El Levante UD se proclamó campeón por cuarta y última vez en su historia.

## Equipos participantes
| Club                                           | Ciudad               |
| ---------------------------------------------- | -------------------- |
| Club Atlético de Madrid Féminas                | Madrid               |
| Athletic Club                                  | Bilbao               |
| A. D. Colegio Alemán - Universitat de València | Valencia             |
| R. C. D. Espanyol                              | Barcelona            |
| U. E. L'Estartit                               | Torroella de Montgrí |
| Levante U. D.                                  | Valencia             |
| Oviedo Moderno                                 | Oviedo               |
| C. F. Irex Puebla                              | Puebla de la Calzada |
| Rayo Vallecano                                 | Madrid               |
| Real Sociedad                                  | San Sebastián        |
| Sevilla F. C.                                  | Sevilla              |
| Sporting de Huelva                             | Huelva               |
| A. D. Torrejón C. F.                           | Torrejón de Ardoz    |
| C. D. Transportes Alcaine                      | Zaragoza             |

## Sistema de competición
La Superliga española 2007-08 fue organizada por la Real Federación Española de Fútbol, siendo un torneo no profesional.
La competición se disputa anualmente, empezando a finales del mes de agosto o principios de septiembre y terminando en el mes de mayo o junio del siguiente año.
Como en temporadas precedentes, el torneo constaba de un grupo único integrado por 14 clubes de toda la geografía española. Siguiendo un sistema de liga, los 14 equipos se enfrentaron todos contra todos en dos ocasiones -una en campo propio y otra en campo contrario- sumando un total de 26 jornadas. El orden de los encuentros se decidió por sorteo antes de empezar la competición.
La clasificación final se estableció con arreglo a los puntos obtenidos en cada enfrentamiento, a razón de tres por partido ganado, uno por empatado y ninguno en caso de derrota. Si al finalizar el campeonato dos equipos igualasen a puntos, los mecanismos establecidos por el reglamento para desempatar la clasificación fueron los siguientes:
1. El que tenga una mayor diferencia entre goles a favor y en contra en los enfrentamientos entre ambos.
2. Si persiste el empate, la mayor la diferencia de goles a favor y en contra en todos los encuentros del campeonato.

Para un empate a puntos entre tres o más clubes, los sucesivos mecanismos de desempate previstos por el reglamento fueron los siguientes: 
1. La mejor puntuación de la que a cada uno corresponda a tenor de los resultados de los partidos jugados entre sí por los clubes implicados.
2. La mayor diferencia de goles a favor y en contra, considerando únicamente los partidos jugados entre sí por los clubes implicados.
3. La mayor diferencia de goles a favor y en contra teniendo en cuenta todos los encuentros del campeonato.
4. El mayor número de goles a favor teniendo en cuenta todos los encuentros del campeonato.

El equipo que más puntos sumó al final del campeonato se proclamó campeón de liga y obtuvo una plaza para la siguiente edición de la Copa de la UEFA Femenina. Asimismo, junto con los otros ocho primeros clasificados disputaron la Copa de la Reina al término de la liga. Los clasificados en última y penúltima posición descendieron a Primera Nacional. De esta ascendieron cuatro clubes, dada la ampliación de la Superliga a 16 clubes de cara a la siguiente temporada.

## Clasificación
| Pos | Equipo                     | J  | G  | E | P  | GF | GC | DG  | PTS |
| --- | -------------------------- | -- | -- | - | -- | -- | -- | --- | --- |
| 1   | Levante UD                 | 26 | 23 | 2 | 1  | 64 | 10 | +54 | 71  |
| 2   | Rayo Vallecano             | 26 | 23 | 2 | 1  | 82 | 23 | +59 | 71  |
| 3   | Athletic Club              | 26 | 17 | 2 | 7  | 72 | 31 | +41 | 53  |
| 4   | RCD Espanyol               | 26 | 17 | 1 | 8  | 62 | 40 | +22 | 52  |
| 5   | AD Torrejón CF             | 26 | 11 | 4 | 11 | 44 | 42 | +2  | 37  |
| 6   | CF Irex Puebla             | 26 | 10 | 6 | 10 | 42 | 37 | +5  | 36  |
| 7   | Atlético de Madrid Féminas | 26 | 11 | 3 | 12 | 36 | 42 | -6  | 36  |
| 8   | Prainsa Zaragoza           | 26 | 10 | 5 | 11 | 40 | 47 | -7  | 35  |
| 9   | UE L'Estartit              | 26 | 10 | 4 | 12 | 39 | 46 | -7  | 34  |
| 10  | Real Sociedad              | 26 | 7  | 5 | 14 | 22 | 47 | -25 | 26  |
| 11  | Sporting de Huelva         | 26 | 6  | 5 | 15 | 27 | 43 | -16 | 23  |
| 12  | AD Colegio Alemán          | 26 | 6  | 4 | 16 | 36 | 59 | -23 | 22  |
| 13  | Oviedo Moderno             | 26 | 4  | 2 | 20 | 20 | 68 | -48 | 14  |
| 14  | Sevilla FC                 | 26 | 4  | 1 | 21 | 23 | 74 | -51 | 13  |

|  | Clasificación para Copa de la UEFA Femenina y la Copa de la Reina |
|  | Clasificación para la Copa de la Reina 2008                       |
|  | Desciende a Primera Nacional                                      |

## Goleadoras
Lista final de las máximas goleadoras de la Superliga 2007/08
| # | Jugadora          | Equipo         | Goles |
| - | ----------------- | -------------- | ----- |
| 1 | Natalia           | Rayo Vallecano | 24    |
| 2 | Erika             | Athletic Club  | 21    |
| 3 | Sonia             | Rayo Vallecano | 20    |
| 4 | Laura del Río     | Levante UD     | 16    |
| 5 | Marta Cubí        | RCD Espanyol   | 16    |
| 6 | Maribel Domínguez | UE L'Estartit  | 15    |